# Žitná brána

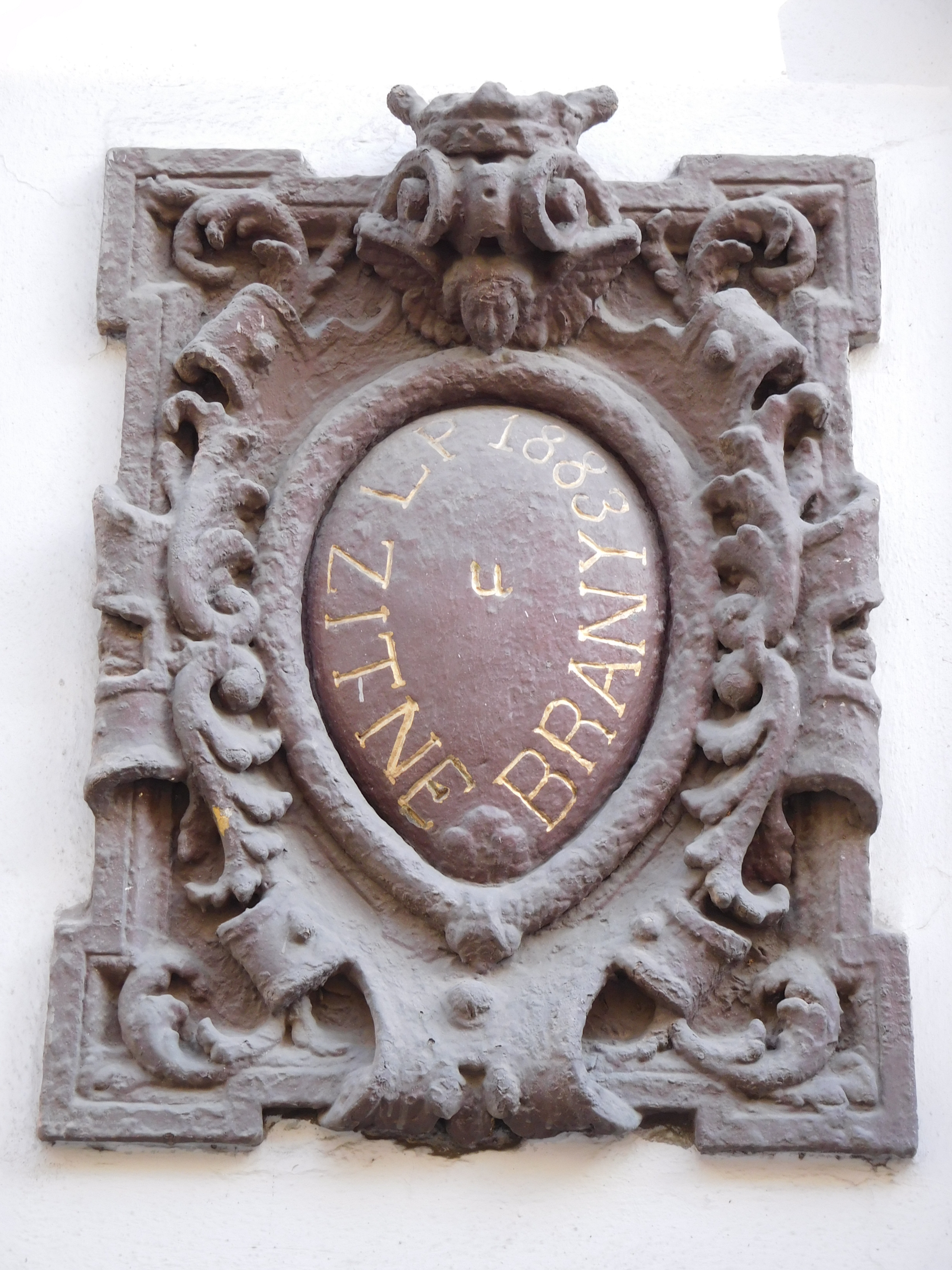
Reliéf připomínající Žitnou bránu na nedalekém domě Sokolská 64

Žitná brána se nacházela v městském opevnění v Praze 2-Novém Městě na horním konci ulice Žitná. Připomíná ji název ulice Mezibranská, která začíná v místech zaniklé Koňské brány a končí v místech brány Žitné.

## Historie
Brána na horním konci Žitné ulice (dříve také Žitnobranské) vznikla až při výstavbě nového městského opevnění ve 2. polovině 17. století. V původním opevnění z doby vzniku Nového Města Pražského založeného Karlem IV. zde bývala pouze fortna (brána pro pěší).
Roku 1827 zřídil pražský purkrabí hrabě Karel Chotek na hradbách promenádu, která vedla od Horské brány přes brány Koňskou a Žitnou až k bráně Slepé. Promenáda pojmenovaná „Na Šancích“ byla parkově upravená a doplněná lavičkami a dětskými hřišti. Bývaly zde i dvě koncertní kavárny.
Zánik
Žitná brána byla zbořena roku 1875 spolu s městskými hradbami.